# Јелшовце
Јелшовце (слч. Jelšovce) насељено је мјесто са административним статусом сеоске општине (слч. obec) у округу Њитра, у Њитранском крају, Словачка Република.

## Становништво
| Година:    | 1994. | 2004.   | 2014.   | 2024.   |
| ---------- | ----- | ------- | ------- | ------- |
| Број људи: | 979   | 949     | 1008    | 985     |
| Разлика:   |       | -3,06 % | +6,21 % | -2,28 % |

| Година:    | 2023. | 2024.   |
| ---------- | ----- | ------- |
| Број људи: | 986   | 985     |
| Разлика:   |       | -0,10 % |

Према подацима о броју становника из 2011. године насеље је имало 989 становника.